# Sékou Soumah
Sékou Soumah (ur. 18 sierpnia 1974) – gwinejski piłkarz grający na pozycji pomocnika. W swojej karierze rozegrał 2 mecze w reprezentacji Gwinei.

## Kariera klubowa
W swojej karierze piłkarskiej Soumah grał w holenderskim klubie Willem II Tilburg w latach 1992-1995.

## Kariera reprezentacyjna
W reprezentacji Gwinei Soumah zadebiutował 29 stycznia 1994 roku w zremisowanym 1:1 (wygrana po serii rzutów karnych 5:4) z Burkiną Faso, rozegranym w Wagadugu. W 1994 roku został powołany do kadry na Puchar Narodów Afryki 1994. Zagrał w nim w przegranym 1:2 grupowym meczu z Senegalem. Był to zarazem jego drugi i ostatni mecz w kadrze narodowej.